# Fontana vecchia (L'Aquila)

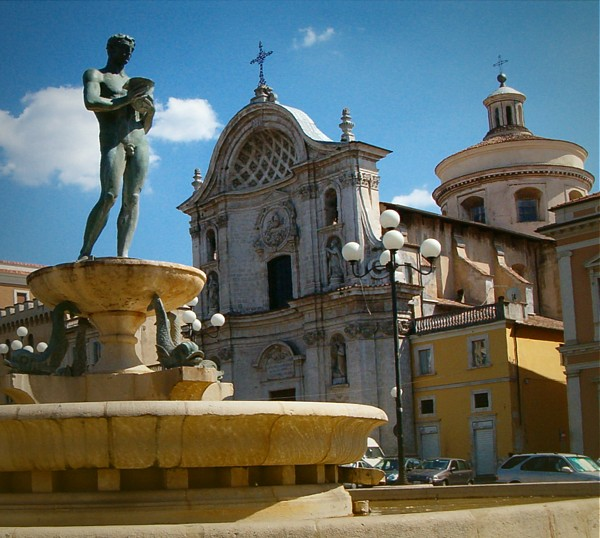
Fontana vecchia a piè di piazza

La Fontana vecchia è il nome con cui sono conosciute due fontane dell'Aquila poste alle estremità della Piazza del Duomo. Le fontane, la cui presenza è testimoniata già dal XIV secolo, hanno subito numerose modificazioni sino ad arrivare alla versione odierna, opera dello scultore Nicola D'Antino tra il 1929 ed il 1932.

## Storia
La presenza di due fontane è testimoniata sin dal 1303, quando venne istituito il mercato cittadino nella Piazza del Duomo appena pavimentata e dotata di un nuovo acquedotto, come si legge negli scritti dello storico Anton Ludovico Antinori; successivamente, le fontane appaiono, diverse l'un l'altra, nella celebre Pianta dell'Aquila, disegnata dal Fonticulano del 1575. In seguito al terremoto del 1703 ed ai danni riportati, le fontane vengono restaurate e modificate nel 1727 ma circa un secolo più tardi si rendono necessari nuovi lavori per ovviare al problema della reperibilità idrica, risolto con un livellamento del terreno. Le fontane vennero nuovamente restaurate e le condutture modificate tra il 1834 ed il 1836 ed ancora tra il 1839 ed il 1844. 
Durante il fascismo le fontane non sono risparmiate dall'imponente opera di riqualificazione architettonica della città: nel 1927, in seguito all'apertura del nuovo acquedotto, le due vasche vengono ampliate e consolidate per permettere una maggiore raccolta dell'acqua. Infine, tra il 1927 ed il 1932 vengono portate alla configurazione attuale e quindi abbellite da due statue gemelle, opera dello scultore Nicola D'Antino, poi autore anche della Fontana luminosa.

## Descrizione
Le fontane sono poste alle due estremità della Piazza del Duomo, denominate rispettivamente capo piazza (ad est, verso corso Vittorio Emanuele) e piè di piazza (ad ovest, verso il Duomo), ad una quota diversa causata dalla pendenza della piazza stessa: presentano sottili differenze per quanto riguarda l'architettura della vasca di raccolta e le due statue, con la fontana a piè di piazza che è generalmente considerata di maggior fattura mentre quella a capo piazza dispone di una portata d'acqua maggiore, essendo direttamente collegata all'acquedotto di Poggio Picenze.
Entrambe sono realizzate su tre livelli formati dalla vasca circolare sottostante, da una vasca più piccola seguita da un basamento a croce posto secondo i punti cardinali e da un catino sovrastante sorreggente la statua; tra il basamento intermedio ed il catino si stagliano 4 delfini da cui fuoriesce l'acqua, opera di Nicola D'Antino ed aggiunti nel 1931. Le statue, entrambe in bronzo, raffigurano un giovane nudo reggente una bùccina che ha anch'essa una fuoriuscita d'acqua, e si riferiscono invece al 1927. Gli sguardi sono volti verso l'esterno della piazza, quindi rispettivamente verso corso Vittorio Emanuele e la Cattedrale.